# Sandheden om Ægtemænd
Sandheden om Ægtemænd er en amerikansk stumfilm fra 1920 af Kenneth Webb.

## Medvirkende
- Anna Lehr som Janet Preece
- Holmes Herbert som Dustan Renshaw
- Elizabeth Garrison som Mrs. Stonehay
- May McAvoy som Leslie Brownell
- Richard Gordon som Hugh Murray
- Ivo Dawson som Lord Randolph
- Arthur Rankin som Wilfred Brownell
- Lorraine Frost som Irene Stoney